# Vranovice (Brno-vidéki járás)
Vranovice település Csehországban, a Brno-vidéki járásban. Vranovice Uherčice, Přibice, Ivaň, Žabčice, Přísnotice és Pouzdřany településekkel határos. Lakosainak száma 2448 fő (2024. január 1.).

## Népesség
A település lakosságának változását az alábbi diagram mutatja:
| Lakosok száma | 1028 | 1435 | 1774 | 1888 | 1907 | 1925 | 2315 | 2374 | 2460 | 2448 |
|               | 1869 | 1890 | 1921 | 1950 | 1980 | 2001 | 2017 | 2019 | 2022 | 2024 |